# Kent Klich
Kent Klich, född 1952 i Sverige, är en svensk fotograf bosatt i Danmark.
Klich har läst psykologi vid Göteborgs universitet och fotografi vid International Center for Photography (ICP) i USA. Efter sin psykologutbildning var han verksam som socialarbetare och speciallärare för ungdomar innan han istället började ägna sig åt fotografi. Sedan mitten av 1980-talet bor han i Köpenhamn. Klich har genomfört en rad projekt som resulterat i böcker, videoverk, filmer och utställningar i stora delar av världen. Bland annat har han under en längre period återkommande fotograferat på Gazaremsan.
Han var med i bildbyrån Magnum 1998-2002.

## Priser och utmärkelser
- Svenska Fotobokspriset 1999
- Arbetets museums stora fotopris 2002